# Dave Meyers (regista)
David Meyers, detto Dave (Berkeley, 19 ottobre 1972), è un regista statunitense di videoclip.

## Biografia
Nato il 19 ottobre 1972 a Berkeley, in California, dov'è cresciuto, Meyers ha sviluppato il suo amore per il cinema facendo volontariato nelle sale Landmark già all'età di 7 anni, da cui la madre lo ha poi allontanato, all'età di 10 anni, dopo che il proprietario del cinema aveva abusato sessualmente di lui. Dopo essersi diplomato a pieni voti alla Berkeley High School, ha frequentato la Loyola Marymount University, dove ha studiato produzione cinematografica, lettere greche antiche e filosofia. A 22 anni Meyers è entrato a far parte dello staff della Paramount Pictures e della Fox dopo aver prodotto un video musicale per i Whoridas. A 24 anni si è laureato in cinematografia e lettere antiche, sua seconda passione dopo il mondo dello spettacolo e della pubblicità.

## Carriera
David Meyers ha diretto circa 200 video professionali per artisti come Jay-Z, Nelly, Brandy, Hilary Duff, Dave Matthews Band, Ariana Grande e Offspring. Meyers collabora anche spesso con Pink e Missy Elliott, con cui ha vinto anche il Grammy Award come Best Short Form Music Video nel 2006.
Il suo video per la traccia Work It ha vinto l'MTV Video Music Award for Best Video of the Year nel 2003. David ha diretto la commedia del 1999 di Eddie Griffin, Foolish, e The Hitcher, remake del film The Hitcher - La lunga strada della paura. Nel 2017 vince il premio MTV Video Music Award al video dell'anno con il video Humble di Kendrick Lamar.

## Videografia

### 1997
- E-40 - Yay deep (feat. B-Legit & Richie Rich)
- Made Men - You could be the one
- Plexi - Forest ranger
- Twista - Get it wet
- Sons Of Funk - Pushin' inside you
- Master P - Ghetto D
- Master P - 6 in the mornin'
- Kurrupt - It's a set up
- The Whoridas - Keep it goin'''
- Young Bleed - Times so hard (feat. Master P & Fiend)
- Luke - Raise the roof
- The Notorious B.I.G. - What's beef

### 1998
- E-40 - Hope I don't go back
- Ginuwine - Same ol' G (feat. Timbaland)
- Ice Cube - War & peace
- Magic - No hope (feat. C-Murder)
- Silkk The Shocker - Just 'B' Straight (feat. Destiny's Child)

### 1999
- Def Leppard - Goodbye
- Eve - Love Is Blind (feat. Faith Evans)
- Jay-Z - Do it again (Put ya hands up) (feat. Beanie Sigel)
- Kid Rock - Bawithdaba
- Kid Rock - Cowboy
- LL Cool J - Shut 'em down
- Sugar Ray - Falls apart
- Powerman 5000 - When worlds collide
- Powerman 5000 - Nobody's real
- Lil' Wayne - Tha block is hot
- Juvenile - Back that thang up

### 2000
- Britney Spears - Lucky
- Creed - With arms wide open
- Da Brat - Wha'chu like? (feat. Tyrese)
- DMX - Party up
- Eve - Got it all (feat. Jadakiss)
- Enrique Iglesias - Be with you
- Goodie Mob - What it ain't (feat. TLC)
- Hanson - If Only
- Hanson - This Time Around
- Ja Rule - Between Me and You (feat. Christina Milian)
- Jay-Z - I just wanna love U (Give it 2 me)
- Kid Rock - American Bad Ass''
- Killing Heidi - Weir
- Bow Wow - Bounce with me
- Bow Wow - Bow Wow (That's my name) (feat. Snoop Dogg)
- Mack 10 - Tight to def (feat. T-Boz)
- Mýa - Free
- Nas - You owe me (feat. Ginuwine)
- 'N Sync - That I promise you
- The Offspring - Original prankster
- Outkast - B.O.B
- Pink - Most Girls
- Pink - There You Go
- Pink - You Make Me Sick
- Static-X - I'm with Stupid
- Xzibit - X

### 2001
- Aaliyah - More Than a Woman
- Mary J. Blige - Family Affair
- Creed - My Sacrifice
- Dave Matthews Band - I Did It
- Dave Matthews Band - The Space Between
- Dido - Thank You
- Missy Elliott - Get Your Freak On
- Missy Elliott - One Minute Man (feat. Ludacris & Trina)
- Missy Elliott - Take Away (feat. Ginuwine & Tweet)
- Jagged Edge - Where's the party (feat. Nelly)
- Macy Gray - Sweet Baby
- Janet Jackson - All for You
- Ja Rule - Always in Time (feat. Ashanti)
- Jay-Z - Izzo (H.O.V.A.)
- Limp Bizkit - Boiler
- Jennifer Lopez - I'm Real
- Jennifer Lopez - I'm real (Murder Remix) (feat. Ja Rule)
- Christina Milian - Am to PM
- Monica - Just Another Girl
- Nicole - I'm lookin'
- No Doubt - Hey Baby (feat. Bounty Killer)
- The Offspring - Defy you
- Outkast - So Fresh, So Clean
- Pink - Get the Party Started
- Run DMC - Rock Show
- Sisqó - Can I live? (feat. LoveHer)
- Sisqó - Dance for Me
- SlipKnot - Left Behind
- Snoop Dogg - Just a Baby Boy (feat. Tyrese)
- Usher - U Remind Me

### 2002
- Aerosmith - Girls of Summer
- Amerie - Talkin' on Me
- Anastacia - One Day in Your Life
- B2K - Gots ta be
- Kelly Rowland - Dilemma (feat. Nelly)
- Beenie Man - Feel it Boy (feat. Janet Jackson)
- Birdman - Do that (feat. Diddy)
- Brandy - What About Us?
- Toni Braxton - Hit the Freeway (feat. Loon)
- Mariah Carey - Through the Rain
- Creed - One last breath
- Céline Dion - A New Day Has Come
- Céline Dion - I'm Alive
- Missy Elliott - 4 My People featuring Tweet
- Missy Elliott - Gossip Folks featuring Ludacris
- Missy Elliott - Work it
- Enrique Iglesias - Escape
- Mick Jagger - Visions of Paradise
- Lil' Bow Wow - Take Ya Home
- Jennifer Lopez - I'm Gonna Be Alright (feat. Nas )
- Papa Roach - She loves me not
- Pink - Don't Let Me Get Me
- Shakira - Objection (Tango)
- Britney Spears - Boys (The Co-Ed Remix) (feat. Pharrell Williams)
- TLC - Girl Talk
- Trina - No Panties (feat. Tweet)

### 2003
- Missy Elliott - Back in Da Day
- Missy Elliott - Pass That Dutch
- Korn - Did My Time
- Jennifer Lopez - All I Have (feat. LL Cool J)
- Ludacris - Stand Up
- Pink - Feel Good Time
- Stacie Orrico - (There's Gotta Be) More to Life
- Thalía - I Want You / Me Pones Sexy (feat. Fat Joe)
- JS - Ice Cream

### 2004
- Brandy feat. Kanye West - Talk About Our Love
- Kelly Clarkson - Breakaway
- Dilated Peoples feat. Kanye West and John Legend - This Way
- Hilary Duff - Come Clean
- Janet Jackson - Just a Little While
- Janet Jackson - I Want You
- Ludacris - Splash Waterfalls
- Jay-Z - Dirt Off Your Shoulder
- N.E.R.D - She Wants To Move
- Britney Spears - Outrageous (mai finito e pubblicato a causa di un infortunio della Spears)

### 2005
- Dave Matthews Band - American Baby
- Dave Matthews Band - Dreamgirl
- Rhymefest - Brand New (feat. Kanye West)
- Missy Elliott - Lose Control
- Korn - Twisted Transistor
- The Veronicas - 4ever

### 2006
- Missy Elliott - We Run This
- Pink - Stupid Girls
- Pink - U + Ur Hand

### 2007
- Natasha Bedingfield - I Wanna Have Your Babies
- Fergie - Glamorous (feat. Ludacris)
- Korn - Evolution
- Pretty Ricky - Push It Baby (feat. Sean Paul)
- Rob Thomas - Little Wonders

### 2008
- Missy Elliott - Ching-a-Ling
- Pink - So What
- T.I. - Whatever You Like

### 2009
- Pink - Please Don't Leave Me
- Pink - Funhouse
- Lil Wayne - Prom Queen
- Rob Thomas - Her Diamonds
- Britney Spears - Radar

### 2010
- Leona Lewis - I Got You
- Avril Lavigne - Alice
- Ludacris - How Low
- Justin Bieber - Somebody to love
- Katy Perry - Firework
- Pink - Raise Your Glass

### 2011
- Pink - Fuckin' Perfect
- David Guetta - Where Them Girls At (feat. Flo Rida & Nicki Minaj)
- Avril Lavigne - Wish You Were Here

### 2012
- Rihanna - Where Have You Been
- Pink - Blow Me (One Last Kiss)

### 2014
- Vanessa White - Oh Boy

### 2015
- Janelle Monáe, Jidenna - Yoga
- Janet Jackson - No Sleeep
- Ciara - Dance like We're Making Love
- Pia Mia - Touch
- Missy Elliott - WTF (Where They From) (feat. Pharrell Williams)

### 2016
- Bebe Rexha ft. Nicki Minaj - No Broken Hearts
- Janet Jackson - Dammn Baby
- Pink - Just like Fire
- CL - LIFTED

### 2017
- Bebe Rexha - I Got You
- Missy Elliott - I'm Better (feat. Lamb)
- Ariana Grande, John Legend - Beauty and the Beast
- Winner - Really Really
- Kendrick Lamar - Humble
- SZA - Drew Barrymore
- Kendrick Lamar - LOYALTY. (feat. Rihanna)
- Katy Perry - Swish Swish (feat. Nicki Minaj)
- Kelly Clarkson - Love So Soft
- Camila Cabello - Havana (feat. Young Thug)
- Kendrick Lamar - LOVE (feat. Zacari)

### 2018
- Justin Timberlake - Supplies
- Zedd, Maren Morris, Grey - The Middle
- Kendrick Lamar, SZA - All the Stars
- Maroon 5 - Wait
- Ariana Grande - No Tears Left to Cry
- Ariana Grande – The Light Is Coming (feat.Nicki Minaj)
- Winner - Everyday
- Ariana Grande - God Is a Woman
- Janet Jackson - Made for Now (feat. Daddy Yankee)
- Travis Scott - Stop Trying to Be God
- Camila Cabello - Consequences
- Travis Scott - Sicko Mode
- Imagine Dragons - Zero

### 2019
- Maren Morris - Girl
- Billie Eilish - Bad Guy
- Taylor Swift - Me! (feat. Brendon Urie)
- Camila Cabello - Señorita (feat. Shawn Mendes)
- Ed Sheeran e Travis Scott - Antisocial
- Normani - Motivation (co-diretto con Daniel Russell)
- Camila Cabello - Liar
- Travis Scott - Highest in the Room
- Harry Styles - Adore You

### 2020
- Ariana Grande - Positions
- Harry Styles - Falling

### 2021
- Pink - All I Know So Far
- Ed Sheeran - Bad Habits
- Drake - Laugh Now, Cry Later
- Drake - What’s Next
- Drake - Way 2 Sexy (feat. Future & Young Thug)
- Ed Sheeran - Shivers
- Coldplay, BTS - My Universe

### 2022
- Megan Thee Stallion - Sweetest Pie (feat. Dua Lipa)

### 2024
- Jennifer Lopez - Can't Get Enough
- Jennifer Lopez - Rebound
- Sabrina Carpenter -  Espresso
- Lisa - New Woman (feat. Rosalía)
- Sabrina Carpenter - Please Please Please
- Sabrina Carpenter - Taste

### 2025
- Blackpink - Jump

### Spot pubblicitari
- Adidas – "Born to Perform", "Superstar", "Unstoppable"
- Amex – "US Open"
- Apple – "Breakdance", "Dance", "Funk", "Hip Hop", "Rock", "Saturday Hip Hop", "Stereo Rock"
- AT&T – "Shedding Styles"
- Beats by Dr. Dre – "Queen of Queens"
- Britney Spears – "Curious"
- Budweiser – "Traffic Stoppers"
- CA Lottery – "Super Ticket"
- Chase – "Bank", "Office", "Rockettes"
- Chevy – "Campsite", "Diner", "Keeps Going", "Stronger Truck", "Work Gloves"
- Chrysler – "Golf Buddies"
- Cingular Wireless – "Alter Ego Guy", "Alter Ego Girl", "Bridge"
- Cîroc – "Name Change", "Smile", "Smooth"
- Citibank – "Bright Lights"
- Coors Light – "Ascent", "Snow Cave"
- Deichmann – "Graceland"
- Discover America – "Anthem"
- Doritos – "Anti-Ad"
- ESPN – "Heat Huddle", "Pain", "Suit Up"
- Foot Locker – "Snow Dunk"
- Frito-Lay – "Favorite Things"
- Fujifilm – "Now or never."
- Gatorade G2 – "Kevins"
- GA Lottery – "Overture"
- Gillette – "Face Abuse", "Rehydrate"
- GMC – "Blade"
- Google Pixelbook – "Go Make, Discover, Ask"
- House of Fraser – "Turn It On"
- HP – "Gwen Stefani's Say"
- Hummer – "Yacht"
- ITV – "Launch"
- John F. Kennedy Presidential Library and Museum – "Ask Not"
- Kmart – "Jimmy & Jenny"
- La Poste – "Une journée Extraordinaire"
- Lexus – "Make Some Noise"
- Lowe's – "Coloring Book", "Don't Stop", "Exploded", "Lights Across America"
- Luminary – "Listeners"
- Mercedes – "Believe", "Smart Saves the City"
- Mexico Tourism – "Chiapas", "Oaxaca"
- M&M's – "Kaleidoscope"
- New York Lottery – "Beach Party", "Traditions"
- National Domestic Violence Hotline – "It Rarely Stops", "Pictures"
- Nike – "Chamber of Fear", "Second Coming"
- NFL Network – "Hologram Al", "Human Verification", "Space Raiders"
- O2 – "Priority"
- Olay – "Glam It Up"
- Olympus – "Bridesmaids", "Tourists"
- Pacific Standard Time – "Ice Cube Celebrates the Eames"
- Parlux Fragrances – "Reb'l Fleur"
- PETA – "Thanksgiving"
- Planters – "Road Trip", "Funeral"
- Pringles – "Rave", "Road Trip", "Pool Party"
- PSP – "PSPOV"
- Reebok – "Layers Off"
- Sony Xperia – "Cloud", "Tumbleweed"
- Starbucks – "Good Feels Good"
- State Farm – "Wake Up"
- TAP Project – "Life"
- Target – "Do Your Room", "Assortment Anthem"
- Twitter – "Music Is Happening", "Summergeddon"
- Verizon – "Juke"
- Verizon Fios – "Travel Companion"
- Virgin Mobile – "Foreign Language", "Killer Comebacks"
- Volvo – "Music Video"

## Riconoscimenti
- MTV Video Music Award
  - 2002 – Miglior video R&B per Dilemma
  - 2003 – Miglior video hip hop per All I have
  - 2005 – Miglior video hip hop per Lose Control
  - 2017 – Miglior video dell'anno per Havana
  - 2019 – Candidatura al miglior video pop per Adore You
- Grammy Award
  - 2011 – Miglior videoclip per Firework
  - 2017 – Miglior regia per Humble
  - 2017 – Candidatura al miglior videoclip per Humble
  - 2018 – Miglior videoclip per No Tears Left to Cry
  - 2020 – Candidatura al miglior videoclip per Positions